# Bruneiisch-portugiesische Beziehungen
Die bruneiisch-portugiesischen Beziehungen umfassen das zwischenstaatliche Verhältnis zwischen dem Sultanat Brunei und der Republik Portugal. Die Länder unterhalten direkte diplomatische Beziehungen.
Ihre Beziehungen gelten als gut, aber erst schwach entwickelt: ihr bilateraler Handel bewegt sich auf niedrigem Niveau, es bestehen kaum historische oder kulturelle Bezüge, und es existieren keine nennenswerten gegenseitigen Diasporas. Politisch arbeiten beide Länder hauptsächlichen in multilateralen Foren zusammen, vor allem im Rahmen der UNO-Organisationen und der erst vergleichsweise wenig ausgeprägten Kooperation Bruneis mit der EU.
Im Jahr 2020 waren vier bruneiische Staatsbürger in Portugal gemeldet, zwei an der Algarve, einer im Distrikt Viana do Castelo und einer im Distrikt Lissabon. 2019 waren keine Portugiesen in Brunei registriert.

## Geschichte
Die portugiesischen Seefahrer waren die ersten Europäer in Malaysia und Indonesien, bis nach Brunei kamen sie jedoch nicht. 1521 kamen die Spanier als erste Europäer hier an. Zwar lag Brunei laut des Vertrages von Saragossa 1529 in der Portugal zugesprochenen Sphäre, doch hatte Portugal hier keine Interessen, und Spanien unterhielt hier Beziehungen, bis zum Spanischen Krieg gegen Brunei 1578.
Später kam Brunei unter britische Herrschaft, bis es 1984 unabhängig wurde. Portugal und Brunei gingen danach diplomatische Beziehungen ein, eröffneten jedoch keine gegenseitigen Vertretungen. Am 23. Mai 1998 akkreditierte sich mit João Henrique Brito Câmara, portugiesischer Botschafter auf den Philippinen, erstmals ein Vertreter Portugals in Brunei. Seit 2013 gehört Brunei zum Amtsbezirk des portugiesischen Botschafters in Indonesien, während Portugal seit Beginn zum Amtsbezirk der bruneiischen Botschaft in Paris gehört.
Im Frühjahr 2019 sorgte auch in Portugal die Nachricht für Empörung, dass das Sultanat Brunei seine Strafen für schwule sexuelle Kontakte zukünftig bis hin zur Todesstrafe durch Steinigung verschärfen wird. Der spätere Verzicht des Sultanats auf diese Verschärfung wurde danach mit Erleichterung aufgenommen.

## Diplomatie

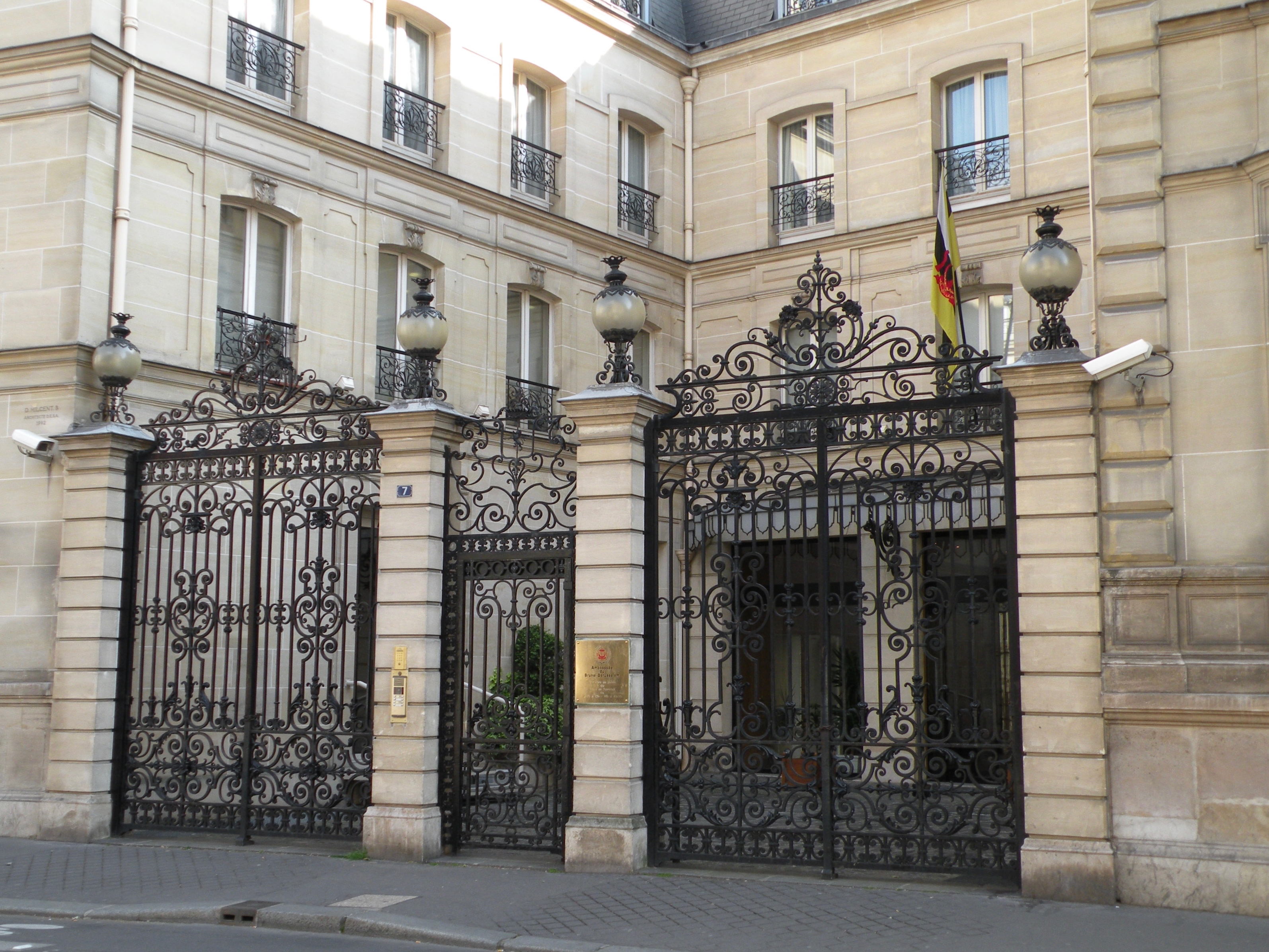
Die Botschaft Bruneis in Paris. Portugal gehört zu ihrem Amtsbezirk.

Brunei verfügt über keine eigene Botschaft in Portugal, das Land gehört zum Amtsbezirk der bruneiischen Botschaft in Paris. Auch Konsulate hat Brunei in Portugal bislang nicht eröffnet (Stand Mai 2022).
Portugal unterhält ebenfalls keine eigene Vertretung in Brunei, das Land wird vom portugiesischen Botschafter in Indonesien betreut. Auch portugiesische Konsulate bestehen bislang nicht in Brunei (Stand Mai 2022).

## Wirtschaft
Das Handelsvolumen zwischen Brunei und Portugal belief sich im Jahr 2020 auf 0,292 Mio. Euro (2019: 0,133 Mio.; 2018: 0,059 Mio.; 2017: 0,553 Mio.; 2016: 1,811 Mio., 2015: 3,178 Mio., 2010: 0,013 Mio.; 2005: 0,438 Mio.), mit einem traditionellen Handelsbilanzüberschuss zu Gunsten Portugals von zuletzt 0,291 Mio. Euro (2020).
Dabei importierte Brunei Waren im Wert von 0,291 Mio. Euro aus Portugal, darunter 49,6 % Textilien, 16,4 % Metallwaren, 10,9 % Stein- und Zementprodukte, und 10,6 % chemische Erzeugnisse.
Portugal führte gleichzeitig aus Brunei Waren im Wert von 0,001 Mio. Euro ein, ausschließlich Schuhe.
Damit stand Brunei im portugiesischen Außenhandel an 195. Stelle als Abnehmer und an 185. Stelle als Lieferant.
Die portugiesische Außenhandelskammer AICEP unterhält keine Niederlassung in Brunei, das Land wird vom AICEP-Büro in der indonesischen Hauptstadt Jakarta betreut.

## Kultur
Das portugiesische Kulturinstitut Instituto Camões ist nicht in Brunei vertreten, und auch zwischen anderen öffentlichen und private Kultureinrichtungen beider Länder ergeben sich nur sporadische Zusammenarbeiten.
Die portugiesische Arztserie Sinais de Vida (Portugiesisch für: Lebenszeichen) wurde 2016 auch im bruneiischen Fernsehen ausgestrahlt.

## Sport
Die Bruneiische und die Portugiesische Fußballnationalmannschaft der Männer sind bisher noch nicht aufeinander getroffen, auch die der Frauen nicht (Stand Mai 2022).
Der bruneiische Fußballnationalspieler Faiq Bolkiah war von 2020 bis 2021 beim portugiesischen Erstligisten Marítimo Funchal unter Vertrag.
Der portugiesische Fußballer Paulo Sérgio spielte 2015–2016 beim Brunei DPMM FC, wo er als Star der Mannschaft galt.